# Zorea, Volodîmîr-Volînskîi
Zorea (în ucraineană Зоря) este localitatea de reședință a comunei Zorea din raionul Volodîmîr-Volînskîi, regiunea Volînia, Ucraina.

## Demografie
Componența lingvistică a localității Zorea
     Ucraineană (99,41%)
     Alte limbi (0,59%)
Conform recensământului din 2001, majoritatea populației localității Zorea era vorbitoare de ucraineană (99,41%), existând în minoritate și vorbitori de alte limbi.